# 裘利亚
裘利亚（英語：Julia）是乔治·奥威尔的反乌托邦小说《一九八四》中的虚构人物，女主角。在小说中，她的姓氏没有被提及，但是在電影《一九八四》中，她的姓氏是迪克松（Dixon）。
裘利亚在1958年出生在大洋国，她对革命前的知识就像对她八岁时消失的祖父一样不确定。裘利亞在表面上融入了大洋国的社会生活，但是实际上，她是一个“下半身的反叛者”，后来成为温斯顿·史密斯的女友，但是最后又背叛了他。